# 11964 Prigogine
11964 Prigogine este o planetă minoră (asteroid), cu un diametru de 4 km, din centura de asteroizi. A fost descoperită pe 10 august 1994 la Observatorul European Austral de Eric Walter Elst și a fost numită după Ilya Prigogine. 
Obiectul prezintă o orbită caracterizată de o semiaxă mare de 438.109.000 km, o excentricitate de 0,08, o înclinație de 1,59223 ° în raport cu ecliptica.